# Valeri Koubassov
Valeri Nikolaïevitch Koubassov (en russe : Валерий Николаевич Кубасов) est un cosmonaute soviétique né le 7 janvier 1935 à Viazniki, dans l'oblast de Vladimir (Union soviétique), et mort le 19 février 2014.

## Biographie
Koubassov est né le 7 janvier 1935 à Viazniki, en Russie. Après avoir terminé ses études secondaires en 1952, il obtint son diplôme d'ingénieur en aérospatiale à l'Institut d'aviation de Moscou en 1958 et se rendit au bureau dirigé par Sergueï Korolev. Se concentrant initialement sur des études balistiques, Koubassov a travaillé sur la conception de la capsule Voskhod. Il est l'auteur de plusieurs études sur le calcul des trajectoires de vaisseau spatial et a obtenu une maîtrise en sciences de l'ingénieur.
En mai 1964, alors qu'il travaillait pour Korolev, Koubassov devint l'un des rares candidats civils ayant passé avec succès un examen médical préliminaire pour l'une des missions soviétiques Voskhod. Deux ans plus tard, après un certain assouplissement des règles existantes, Koubassov a été officiellement accepté avec Gueorgui Gretchko et Vladislav Volkov dans le nouveau corps de cosmonautes civil.

## Missions réalisées
- Soyouz 6, le 11 octobre 1969, ingénieur de vol. L'atterrissage a lieu le 16 octobre 1969.
- Soyouz 19 dans le cadre du projet Apollo-Soyouz[6]. Ce vol spatial est la première mission spatiale conjointe entre l'Union soviétique et les États-Unis et a permis la réunion des deux vaisseaux Soyouz et Apollo. Koubassov est ingénieur de vol et est accompagné du commandant Alexei Leonov. La mission nécessita une préparation intensive avec plusieurs voyages d'entraînements aux États-Unis. Le lancement de cette mission est effectué le 15 juillet 1975 du Cosmodrome de Baïkonour. Il s'agissait du premier lancement soviétique diffusé en direct à la télévision. L'atterrissage a lieu le 21 juillet 1975.
- Soyouz 36, le 26 mai 1980. Séjour à bord de la station Saliout 6, en tant que membre de l'expédition Saliout 6 EP-5, et retour sur Terre le 3 juin 1980 à bord du vol Soyouz 35.

En trois vols, Valeri Nikolaïevitch Koubassov a totalisé une durée de mission de 18 jours et 18 heures.